# آتشفشان میلنا
آتشفشان میلنا (انگلیسی: Milna) یک کوه آتشفشانی در جزایر کوریل کشور روسیه است.